# 卡斯泰尔诺-拉沙佩勒城堡

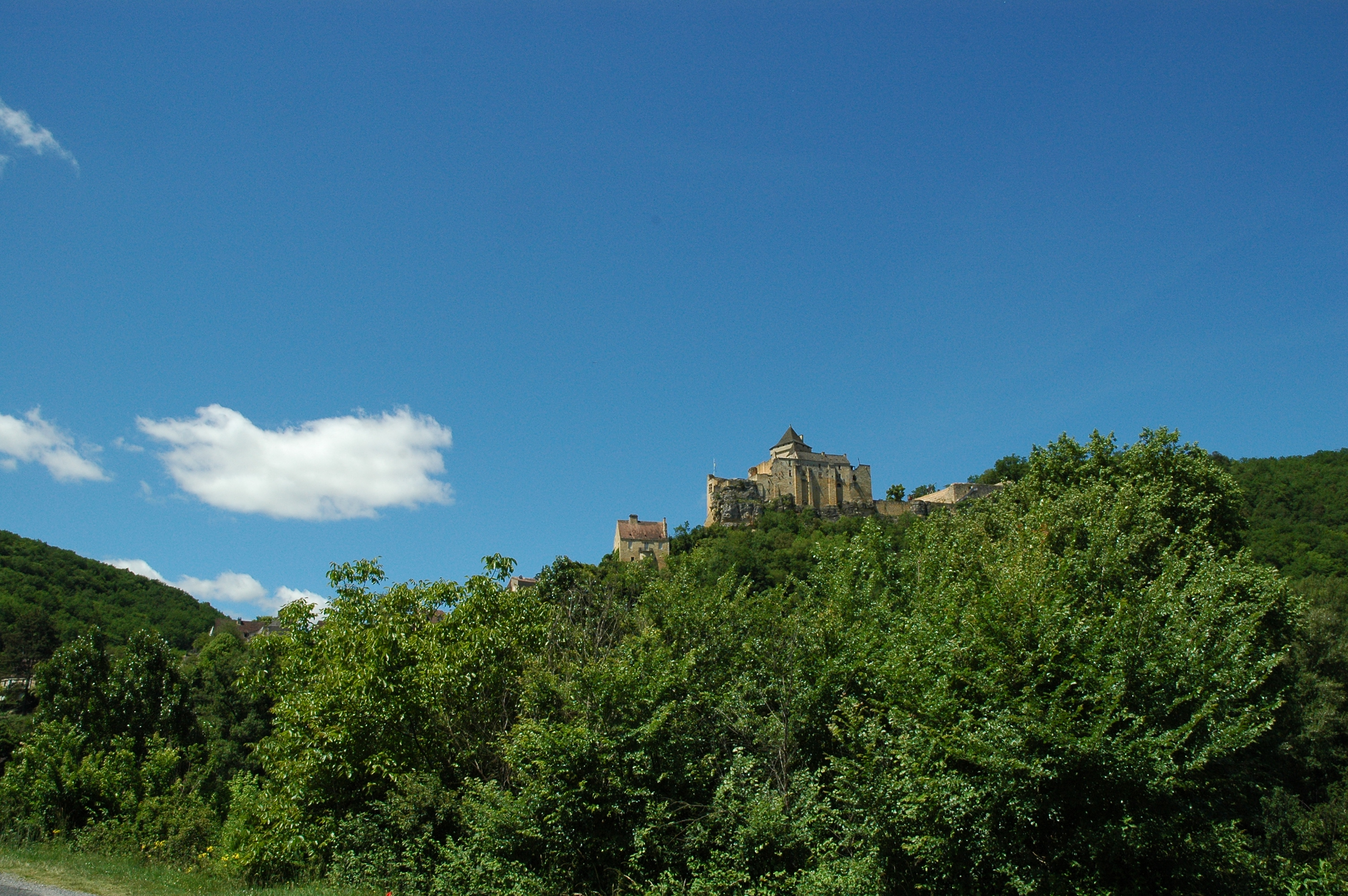
卡斯泰尔诺-拉沙佩勒城堡

卡斯泰尔诺-拉沙佩勒城堡（法語：Château de Castelnaud-la-Chapelle) 是位於法國村莊卡斯泰尔诺-拉沙佩勒的一座城堡。城堡的歷史可以追溯至13世紀。現在城堡雖然是私人財產，但是對公眾開放。城堡也是法國的歷史紀念建築。